# Zyginella citri
Zyginella citri är en insektsart som först beskrevs av Matsumura 1907.  Zyginella citri ingår i släktet Zyginella och familjen dvärgstritar. Inga underarter finns listade i Catalogue of Life.